# EPIC 204376071
EPIC 204376071 — звезда спектрального класса M в созвездии Скорпиона. Измерения параллакса космической обсерваторией Гайя позволили установить расстояние до звезды около 440 световых лет (130 парсек) от Солнца. Вероятно, звезда является членом OB-ассоциации Скорпиона — Центавра и настолько молода, что ещё не стала звездой главной последовательности.
Астрономы наблюдали необычные световые изменения звезды, в том числе до 80 % яркости (то есть «одиночное 80 % глубокое затмение продолжительностью 1 сутки»). Необычное затмение было не только чрезвычайно глубоким, но и по существу асимметричным, с выходом примерно вдвое длиннее входного. Тем не менее, такое необычное затемнение для EPIC 204376071 намного больше, чем 22 %, наблюдаемое для звезды Табби. Для объяснения необычного затемнения звезды EPIC 204376071 было представлено несколько объяснений: одно — орбитальная пыль или мелкие частицы; или два — «кратковременное событие аккреции пыльного материала вблизи радиуса коротации звезды». Необычная световая кривая звезды похожа на световую кривую потенциальной экзопланеты, KIC 10403228, которая могла быть вызвана «наклонной кольцевой системой», вращающейся вокруг планеты. В случае с EPIC 204376071, по мнению исследователей, орбитальный коричневый карлик или большая планета с кольцевой системой может вызвать подобную кривую блеска.